# Ерні Крустен
Крустен Ерні (ест. Erni Krusten; *17 квітня 1900, Мурасте — †16 червня 1984, Таллінн) — естонський культурний діяч, письменник. Народний письменник Естонії.

## Біографія
Навчався 1912—1915 у приватній прогімназії в Таллінні.
У ранніх творах (збірка новел «Верес», 1927) виступає як представник реалізму. У романі «Книга про Пексів» (1946) зобразив життя в Естонії в 30-х роках ХХ століття. Роман «Серця молодих» (кн. 1—2, 1954—1956) — про революційні події 1905 в естонському селі.
Для збірок новел «Похорон батога», «Нещасливе кохання» (обидві — 1957), «У пошуках весни» (1960), «Жадібний до радощів» (1973), роману «Ніби крапля в морі» (1962), повістей «Старий шахрай» (1966), «Окупація» (1969), збірки мемуарів і оповідань «Божевільна ластівка» (1981) характерні інтерес до етичних проблем, ліризм, що часом переходить у сентиментальність.
Писав і для дітей.
Окремі твори Ерні Крустена переклали А. Спрогіс і О. Завгородній.

## Літетатура
- Українська Літературна Енциклопедія. — К., 1995. — Т. 3: К-Н. — С. 58-77